# Valter Lindberg (organist)
John Valter Lindberg, född 13 november 1895 i Tusby, död 14 december 1969, var en finländsk organist och musikpedagog. 
Lindberg, som var son till jordbrukare August Emil Lindberg och Amanda Fredrika Lindqvist, studerade vid Svenska folkakademien 1912–1913, genomgick Helsingfors klockare-organistskola 1914–1916, studerade vid Helsingfors konservatorium 1916–1919 och bedrev även musikstudier i Tyskland 1926. Han var sång- och musikinstruktör i Borgå omnejds sång- och musikförbund 1919–1939, kantor-organist och kyrkoekonom i Pernå 1938–1946 och kantor-organist i Helsinge från 1946. Han var lärare i sång och musikteori vid Svenska folkakademien 1923–1947, sånglärare vid Borgå lyceum och Strömborgska läroverket 1927–1947, vid Flickinstitutet i Borgå 1928–1930, dirigent för Helsinge körförbund från 1948 och kyrkoekonom i Helsinge 1946–1957. Han var styrelsemedlem i Finlands svenska sång- och musikförbund från 1920. Han blev director cantus 1950.